# سيمبلين (مسرحية سودانية)
سمبلن مسرحية باللغة العربية الجوبية اقتبسها من النص الأصلي باللغة الإنجليزية لويليام شكسبير، مع تعديلات وتنقيحات شركة مسرح جنوب السودان [الإنجليزية] تحت إشراف جوزيف أبوك وديريك أويا ألفريد، والتي عرضت لأول مرة في مسرح جلوب في لندن في عام 2012.

## الملخص
تتكون المسرحية من ممثلين وإعدادات مختلفة حيث تركز على شعب مزقته الحرب وتسعى إلى إعادة اختراع مسار الأمة من أجل تنمية أفضل من خلال الفنون والأدب.

### الأصل
أصبحت حبكة مسرحية سيمبلين معروفة الآن حيث قدمتها المجموعة المحلية في لندن والتي تسمى شركة مسرح جنوب السودان والتي جددت قطاع الأفلام والأعمال الدرامية في أحدث دولة في العالم.
المسرحية هي جزء من برنامج "العالم للعالم Globe to Globe" الذي يتضمن 37 مسرحية بـ 37 لغة.
يتم شرح الحبكة والعمل عليها ويقوم الأشخاص المسؤولون باختيار الإعداد وشخصياتهم بحيث يمكنهم عرض الدراما للجمهور المتاح الذي يشاهد ويستمع أثناء اختيار درس أو درسين للتعلم منهما.
وفقًا لليونسيف، فإن الدراما تتضمن اللغة المحلية لمدينة جوبا العربية وتخاطب الناس بلغتهم المسموعة والمفهومة لصالح السكان المحليين مما يساهم في بناء السلام والمعلومات.